# Иванов, Сергей Сергеевич (управленец)
Сергей Сергеевич Иванов (род. 23 октября 1980, Москва) — российский управленец, сын Сергея Борисовича Иванова. Старший вице-президент Сбербанка (2016—2017), генеральный директор — председатель правления АК «Алроса» (2017—2023).

## Биография
В 2001 году окончил Московский государственный институт международных отношений по специальности «Финансы и кредит» с квалификацией «экономист».
С 2002 по 2003 год занимал различные должности в ФГУП «Государственная инвестиционная корпорация» («Госинкор»).
С 2003 по 2005 год совмещал должность главного эксперта по международным проектам АО «Газпром» с должностью помощника председателя правления АО АБ «Газпромбанк» (ГПБ).
С 2005 по 2011 год — вице-президент, позже первый вице-президент, с февраля 2010 года (в возрасте 29 лет) — заместитель председателя правления ОАО АБ «Газпромбанк».
В 2011 году защитил в Российском экономическом университете им. Г. В. Плеханова диссертацию на соискание учёной степени кандидата экономических наук на тему «Финансовые инновации в сфере реализации банковских продуктов предприятиям топливно-энергетического комплекса».
5 апреля 2011 года вступило в силу решение совета директоров Газпромбанка о досрочном прекращении полномочий Сергея Иванова как заместителя председателя правления и как члена правления Газпромбанка.
22 июня 2011 года по итогам собрания акционеров вошёл в совет директоров Газпромбанка.
С 2011 по 2016 год работал председателем правления страховой компании АО «Согаз», председателем наблюдательного совета Российского ядерного страхового пула (РЯСП), занимал пост председателя наблюдательного совета Россельхозбанка.
С апреля 2016 по март 2017 года работал старшим вице-президентом — руководителем блока «Управление благосостоянием» ПАО «Сбербанк».
С 6 марта 2017 по 17 мая 2023 года — генеральный директор — председатель правления АК «Алроса».
Член советов директоров АО «Роснефтегаз», НПФ «Газфонд», АО «Сбербанк Управление активами», АО «НПФ Сбербанка», ООО СК «Сбербанк Страхование», ООО СК «Сбербанк Страхование жизни».
В 2018 году занял девятнадцатую позицию в рейтинге директоров-капиталистов, опубликованном журналом «Forbes». Стоимость принадлежащих ему 0,0407 % акций АК «Алроса» составила $4,4 млн.
В 2022 году был включён в санкционные списки США, Великобритании, Канады и Австралии в связи со вторжением России на Украину.
Отмечен благодарностями Президента Российской Федерации и Председателя Правительства Российской Федерации, имеет ведомственные награды.